# Els Òbits
Els Òbits és un sector del massís de Sant Llorenç del Munt situat al vessant est. La zona coneguda com «els Òbits» consisteix en un cingle d'uns 130 m de llargada, anomenat cingle dels Òbits, que es troba al vessant de llevant d'un turó de 1.031 m d'alçada anomenat també turó dels Òbits. Al damunt d'aquest turó hi ha un planell conegut com el pla de les Pinasses.
Al peu del cingle hi ha un conjunt de coves i balmes, conegudes des de temps immemorials, on destaca una balma obrada que fou habitada durant diversos segles. Són al municipi de Matadepera, al Vallès Occidental, al nord del terme municipal i molt a prop del termenal amb Sant Llorenç Savall, també al Vallès Occidental.
Són dins del límit del Parc Natural de Sant Llorenç del Munt i l'Obac, creat el 1972. Des del 2000 també formen part de l'Inventari d'espais d'interès geològic de Catalunya (IEIGC) inventariat com espai d'interès geològic en el conjunt de la geozona Sant Llorenç del Munt i l'Obac, la qual forma part del parc natural majoritàriament.

## Situació

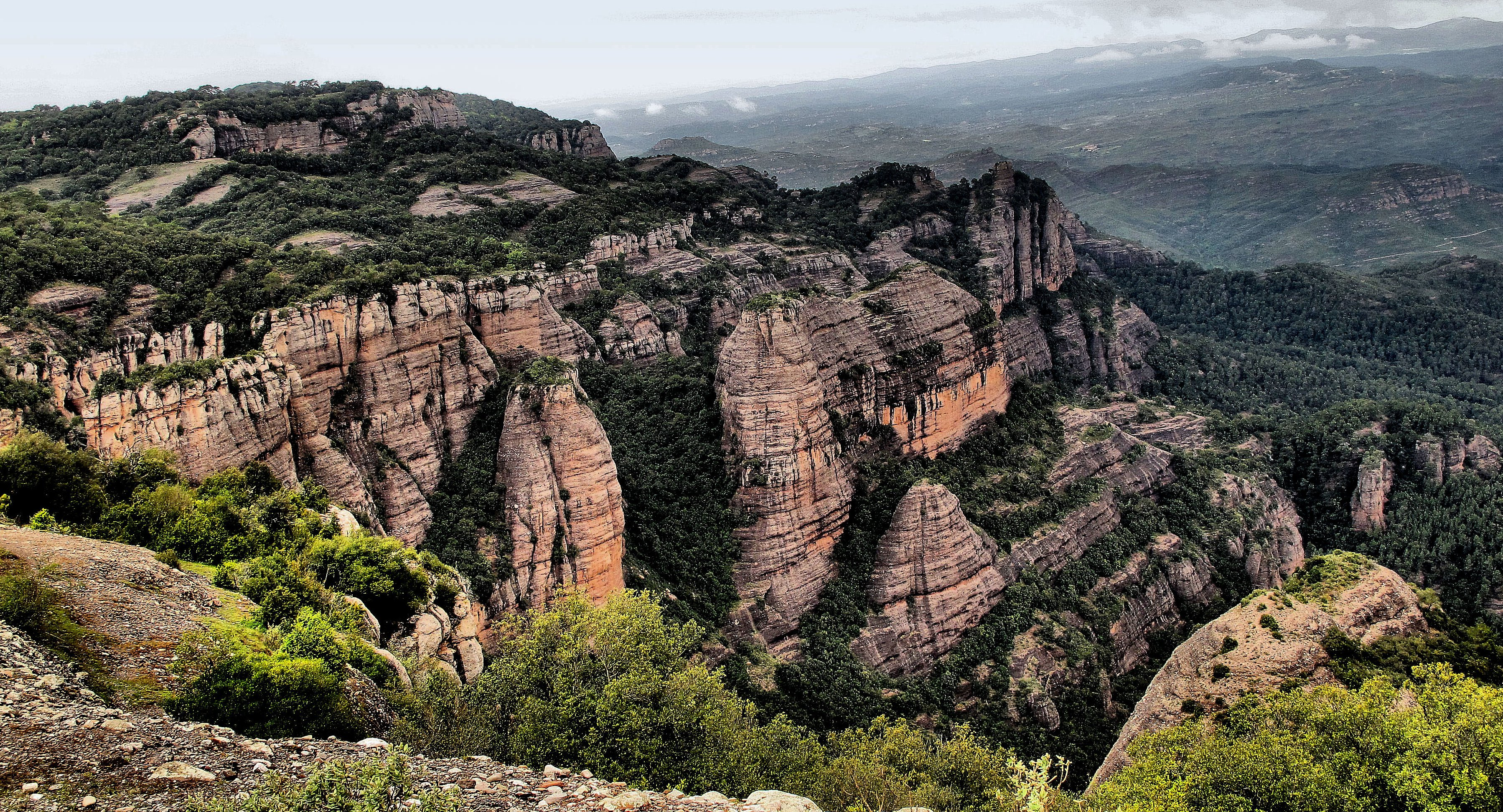
Cingle dels Òbits (a dalt a l'esquerra de la imatge) vist des de l'ermita de Santa Agnès. En primer pla hi ha el turó dels Cabrits i el turó de les Nou Cabres.

Els Òbits són a la carena del Pagès, la qual vertebra el massís de Sant Llorenç del Munt de sud a nord i que uneix la Mola (1.103 m) i el Montcau (1.056 m), els dos cims més alts del massís. En direcció sud des dels Òbits, el cim de la Mola és a gairebé 1,7 km i, en sentit nord, el cim del Montcau és a 2,3 km.
Es troben a la part superior d'un contrafort del massís que surt de la carena del Pagès en direcció nord-est en direcció a la vall d'Horta. Al vessat de llevant d'aquest contrafort hi ha la canal Fonda, tributària de la canal de Santa Agnès, la qual s'aboca a la riera Seca, a la vall de Mur, que acaba desembocant al riu Ripoll, afluent del Besòs.
Alguns dels cims més rellevants que hi ha a prop dels Òbits són: el turó dels Cabrits (897,5 m), a uns 500 m cap al sud-est; el turó de les Nou Cabres (904,6 m), a uns 450 m cap al sud-est; el turó de la Cadireta (743,3 m), a uns 700 m cap a l'est; la Morella (903,1 m), a 1 km al nord-est; o el Serrat Roig (1.018,4 m), a gairebé 300 m al sud-oest.
A poc més de 200 m al nord-oest dels Òbits hi ha el collet dels Tres Termes (1.023 m), anomenat així ja que és un coll limítrof entre els termes municipals de Matadepera, Sant Llorenç Savall (al Vallès Occidental) i Mura (al Bages).
El camí d'accés més habitual és des del sender local SL C-54, que va des del cim de la Mola al coll d'Eres (situat al sud del Montcau), i des d'on en surt un altre camí que hi arriba per la part superior de la canal Fonda. També s'hi pot accedir des de diversos corriols que hi arriben des del vessant nord-est.

## Conjunt de cavitats
Al peu del cingle dels Òbits, i al llarg d'uns 130 m, hi ha diverses coves i balmes de poca longitud. La cavitat més gran té un vestíbul ampli on s'hi troben les restes d'edificacions antigues. En l'extrem nord-est del conjunt hi ha una font que s'abasta de petites infiltracions a la roca.
L'última de les cavitats, poc abans d'arribar a la font, s'anomena Cau de la Moneda i es diu que va ser emprada per fabricar moneda falsa. A través d'una diàclasi inclinada s'arriba a una saleta de 16 m de llargada i 4 m d'amplada i d'una alçada d'uns 6 m.

## Història

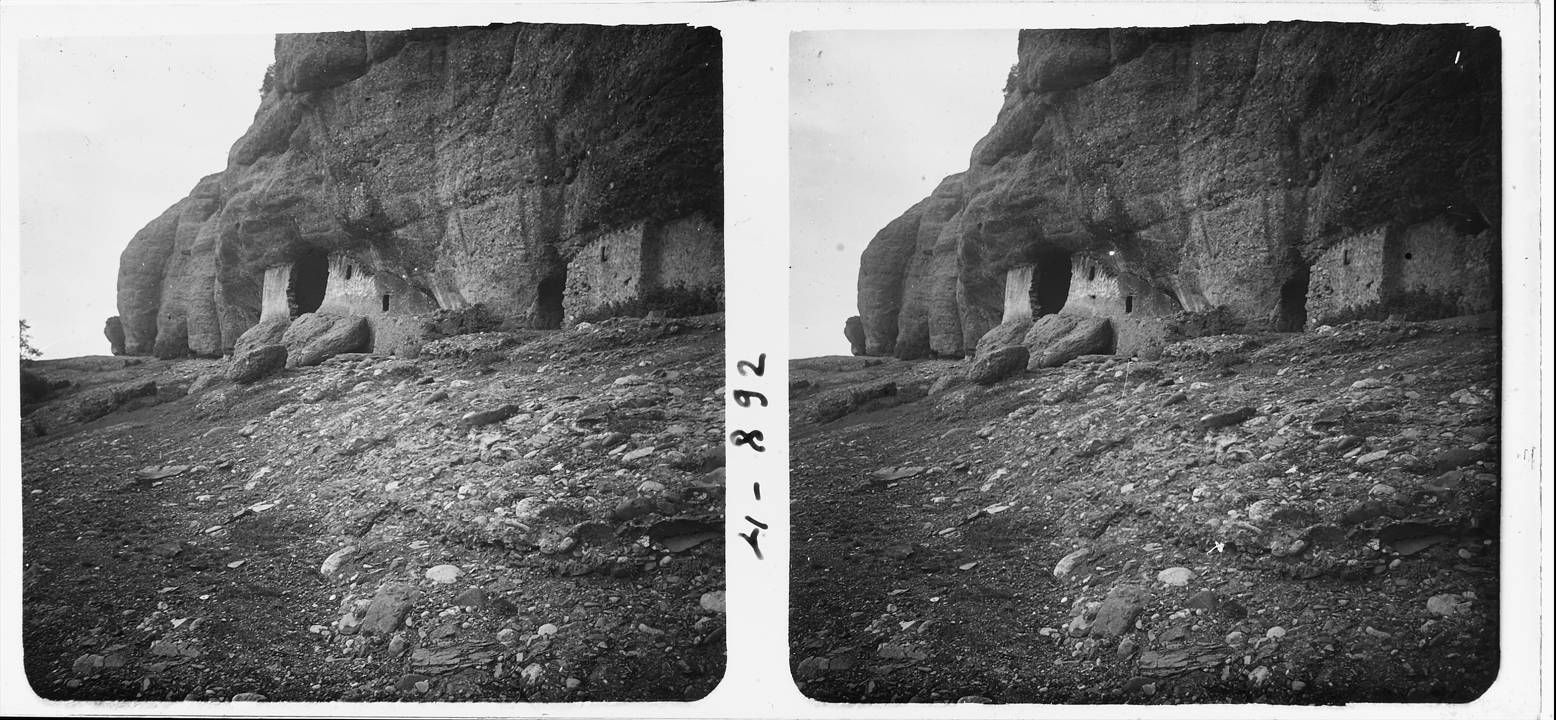
Fotografia de la balma obrada dels Òbits feta per Josep Salvany i Blanch el 1926

Es té constància que al conjunt de coves i balmes dels Òbits hi hagué un establiment humà el segle XII. Més tard, sembla que van ser emprades per eremites. A principis del segle xviii hi habità un eremita que es feia anomenar Bartomeu de Sant Llorenç del Munt, tot i que el seu nom era Andreu Joan Rico.
Fins a finals del segle xviii, la cova dels Òbits era coneguda com a cova del Penitent. Més tard, uns masovers s'establiren a les balmes fins al 1860/1865, i el lloc passà a ser conegut com a Mas dels Òbits. Durant la Tercera Guerra Carlina (1872–1876) s'incendià la casa per tal d'evitar que s'hi refugiessin els carlins. Les balmes foren emprades com a corrals per al bestiar fins al segle xx.

## Biologia

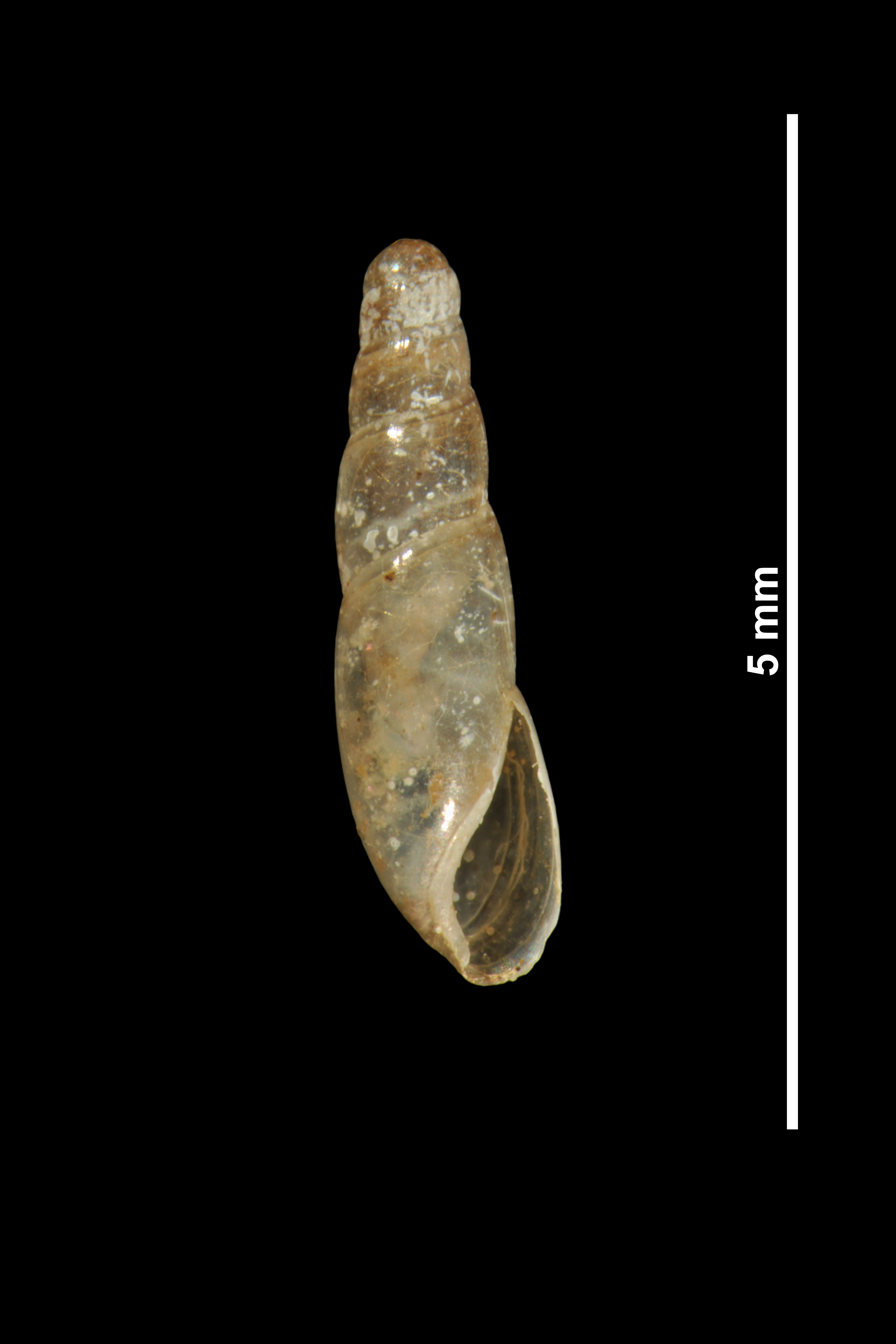
Exemplar de Cecilioides acicula

Hi ha presència del coleòpter Speophilus kiesenwetteri a les cavitats dels Òbits. També s'hi ha detectat la presència del mol·lusc Cecilioides acicula, de la família dels Ferussaciidae, en petites escletxes del sòl.

## Escalada
El cingle dels Òbits és un dels molts sectors d'escalada de Sant Llorenç del Munt, tot i que la llarga aproximació des de l'aparcament més proper ha propiciat poca freqüentació d'escaladors i la proliferació de poques vies. Segons l'Acord per a la regulació de l'escalada al Parc Natural de Sant Llorenç del Munt i l'Obac, signat el 2001 entre la Federació d'Entitats Excursionistes de Catalunya i el Servei de Parcs Naturals, s'hi permet l'escalada i l'obertura de noves vies en qualsevol època de l'any.
La primera ascensió escalant que es va fer al cingle dels Òbits va ser feta l'1 de juliol del 1973 per Manel Fuertes, Ramon Font i Pep Graells, de la Unió Excursionista de Sabadell. La via, oberta de manera col·laborativa entre els tres escaladors (motiu pel qual s'anomenà "Via Grup"), té l'inici entre dues cavitats i, combinant entre tècnica artificial i lliure, arriba a una alçada de 45 m. Des de llavors s'hi han obert més de deu vies diferents.
En la guia d'escalada Sant Llorenç pam a pam (operació entre rius): Sant Llorenç del Munt, serres de l'Obac i del Cairat, publicada el 1979 i obra de l'excursionista i escalador Josep Barberà i Suqué, s'hi menciona una roca abalmada que també s'ha escalat anomenada «el Bolet dels Òbits». Es troba a damunt del camí que va al pla de les Pinasses.